# Jan Baranowski (działacz robotniczy)
Jan Baranowski (ur. 25 lipca 1883 w Gołyminie, zm. 9 września 1959) – polski żołnierz, działacz robotniczy, socjalistyczny i komunistyczny.

## Życiorys
Urodził się 25 lipca 1883 w Gołyminie. Był synem Antoniego i Władysławy z domu Kochanowskiej wzgl. Ostrowskiej.
W 1907 zbiegł z obszaru rosyjskiego, osiadając w Sanoku i zostając pracownikiem tamtejszej Fabryki Wagonów i Maszyn. W zakładzie zajmował się obróbką drewna. Był działaczem i członkiem zarządu Związku Metalowców. Był jednym z pierwszych członków sanockiego oddziału Związku Strzeleckiego, założonego w fabryce w 1912. Z zawodu był stolarzem.

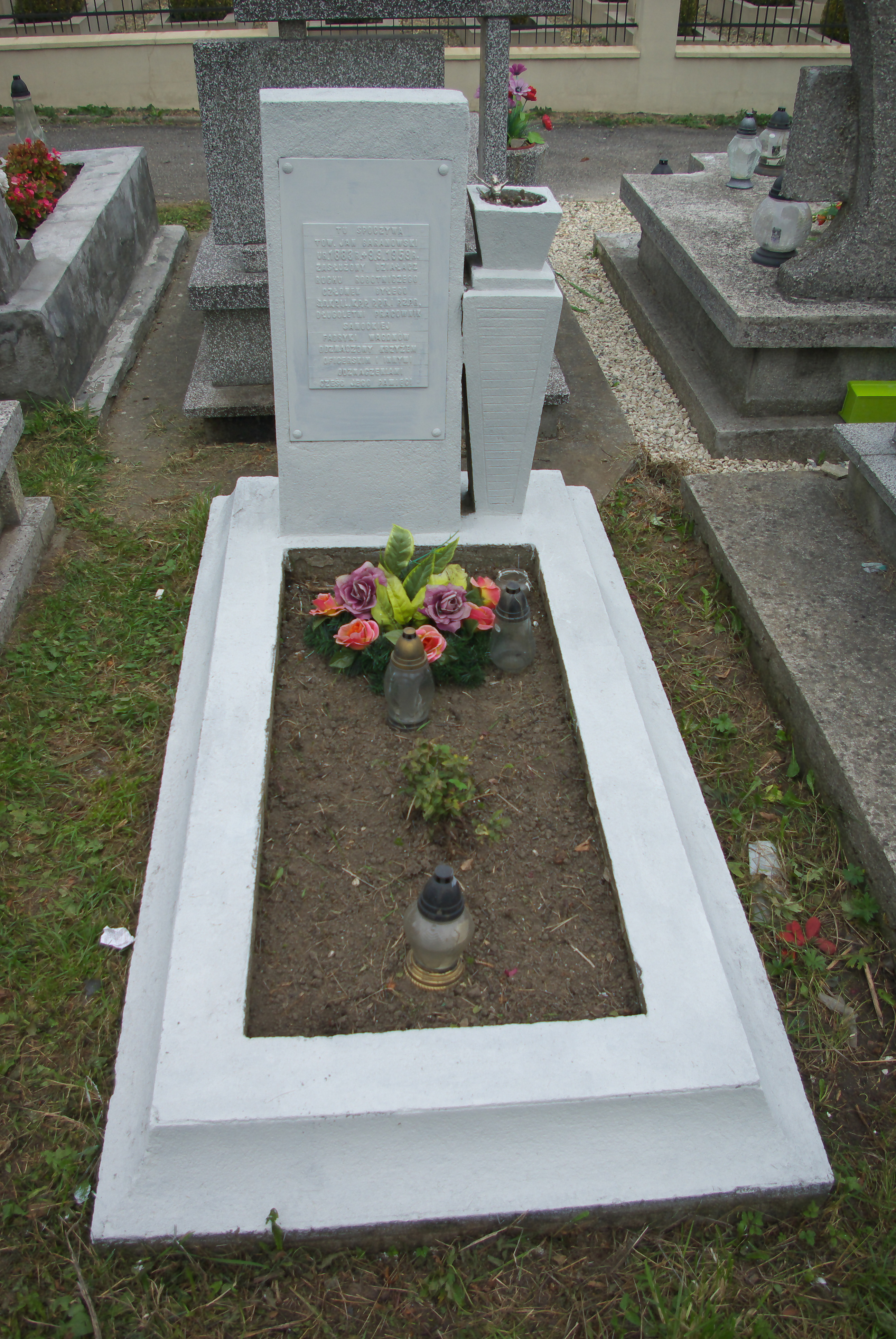
Grób Jana Baranowskiego

Po wybuchu I wojny światowej wstąpił do oddziałów strzeleckich 6 sierpnia 1914. Potem został żołnierzem Legionów Polskich i służył w szeregach III batalionu 1 pułku piechoty w składzie I Brygady. W 1915 został ranny i był leczony w szpitalu. Po rekonwalescencji ponownie służył w macierzystym pułku 2 okm aż do października 1916. Po odzyskaniu przez Polskę niepodległości był kapralem Wojska Polskiego.
W okresie II Rzeczypospolitej ponownie zamieszkiwał w Sanoku. Działał w ruchu robotniczym. Był członkiem SDKPiL, KPP. Jako przedstawiciel partii PPS Lewica zasiadał w Kasie Chorych w Sanoku (prócz niego z ramienia tej partii także Kazimierz Wnękowski).
Był współzałożycielem PPR w powiecie sanockim po 1944. Po działań zbrojnych II wojny światowej od września 1944 działał przy odbudowie infrastruktury macierzystej fabryki w Sanoku. 25 września 1944 z ramienia PPR został wybrany delegatem do Tymczasowej Powiatowej Rady Narodowej w Sanoku. Podczas pierwszego posiedzenia PRN w Sanoku 2 października 1944 był członkiem tejże. Potem należał do PZPR.
21 listopada 1908 w Sanoku poślubił pochodzącą ze Lwowa 16-letnią Weronikę Stefanię Sudlitz (1892–1971). Miał z nią córki: Joannę (zm. 2 marca 1915 w wieku 5 lat) i Bronisławę (zm. 7 marca 1915 w wieku 3 lat), obie zmarłe na szkarlatynę. Zmarł 9 września 1959 i został pochowany na cmentarzu przy ul. Rymanowskiej w Sanoku. Jego żona spoczęła w innej części tego cmentarza.

## Odznaczenia
- Krzyż Oficerski Orderu Odrodzenia Polski (po 1944)[b]
- Krzyż Niepodległości (1937)[16]